# Karnabo
Le Karnabo est une créature du folklore des Ardennes. Il est né de l'union d'un bohémien un peu sorcier et d'une vieille goule. Il vit  dans la région de Regniowez, sur le plateau de Rocroi.

## Description
Le Karnabo est propre au folklore de la région des Ardennes. Il vivrait dans une ardoisière près de Rocroi. 
Il a une tête presque humaine, mais possède une trompe de laquelle sort son sifflement strident, des yeux jaune de basilic et une peau sombre et rugueuse comme les parois de l'ardoisière ou il vit,,. 
Les effluves émis par son nez en forme de trompe sont mortelles. Il aurait le pouvoir de guérir les panaris. 

## Légende
Autrefois, une jeune fille, dont la mère était malade (selon sa grand mère, seul un monstre, le Karnabo, pouvait la guérir) décide de se rendre dans l'ardoisière où vit le Karnabo. La jeune fille se mit à la recherche de la cachette du monstre lorsqu'elle entendit un sifflement au bord de l'eau. Il n'y avait aucun autre bruit, elle remarqua qu'il n'y avait pas d'animaux aux alentours. Soudain le Karnabo apparut et la jeune fille s'évanouit tant il était laid. Le Karnabo l'a probablement emmenée dans sa demeure pensant trouver compagnie. Depuis ce jour, personne ne l'a revue. Cependant, certains prétendent avoir entendu un terrible sifflement accompagné d'un gémissement humain lors des orages,,.